# Semnoni
I Semnoni erano una grande e antica popolazione germanica degli Herminones (spesso indicati con il nome generico di Suebi o Svevi), a cui appartenevano insieme a Marcomanni, Quadi, Ermunduri e Longobardi. Abitarono lungo il corso del medio Elba almeno fino al III secolo (nell'attuale Marca del Brandeburgo), avendo come vicini ad ovest i Cherusci, a nord i Longobardi, ad est i Vandali ed a sud gli Ermunduri. Erano considerati, come ci ricorda Tacito, i più nobili ed antichi tra le popolazioni dei Suebi, e forse i più importanti.

## Storia

### All'epoca della dinastia giulio-claudia
(Augusto, Res gestae divi Augusti, 26.)
(Velleio Patercolo, Storia di Roma, II, 106.)
Al termine di quasi un ventennio di campagne militari in Germania, Augusto dopo aver conquistato ed occupato in modo permanente nel 6 tutti i territori compresi tra il Reno e l'Elba, ad esclusione della sola Boemia dei Marcomanni, venne in contatto per la prima volta con il popolo dei Semnoni, che si trovava ad est del grande fiume germanico. La successiva sconfitta subita nel 9 nella foresta di Teutoburgo, dove persero la vita ben tre legioni romane, ad opera di Arminio, costrinsero Augusto a rivedere i suoi piani espansionistici e riportare i confini imperiali al fiume Reno, più ad ovest. I Semnoni tornavano così ad essere dei lontani interlocutori, nuovamente distanti dalle mire espansionistiche dell'Impero romano.
Pochi anni più tardi, nel 18, Arminio, principe dei Cherusci, dopo aver raggruppato sotto il suo comando numerose tribù germaniche (come Longobardi, gli stessi Semnoni ed altre tribù suebiche del regno di Maroboduo), mosse guerra ai Marcomanni. Lo scontro a cui si arrivò tra le due fazioni (nel 18 o 19), è così raccontato da Tacito:
Questa volta Tiberio decise di non intervenire nelle faccende interne alle popolazioni germaniche, ed i Semnoni rimasero all'interno della coalizione di Arminio, fino a quando quest'ultimo non fu ucciso da una congiura nel 21.

### All'epoca di Tacito

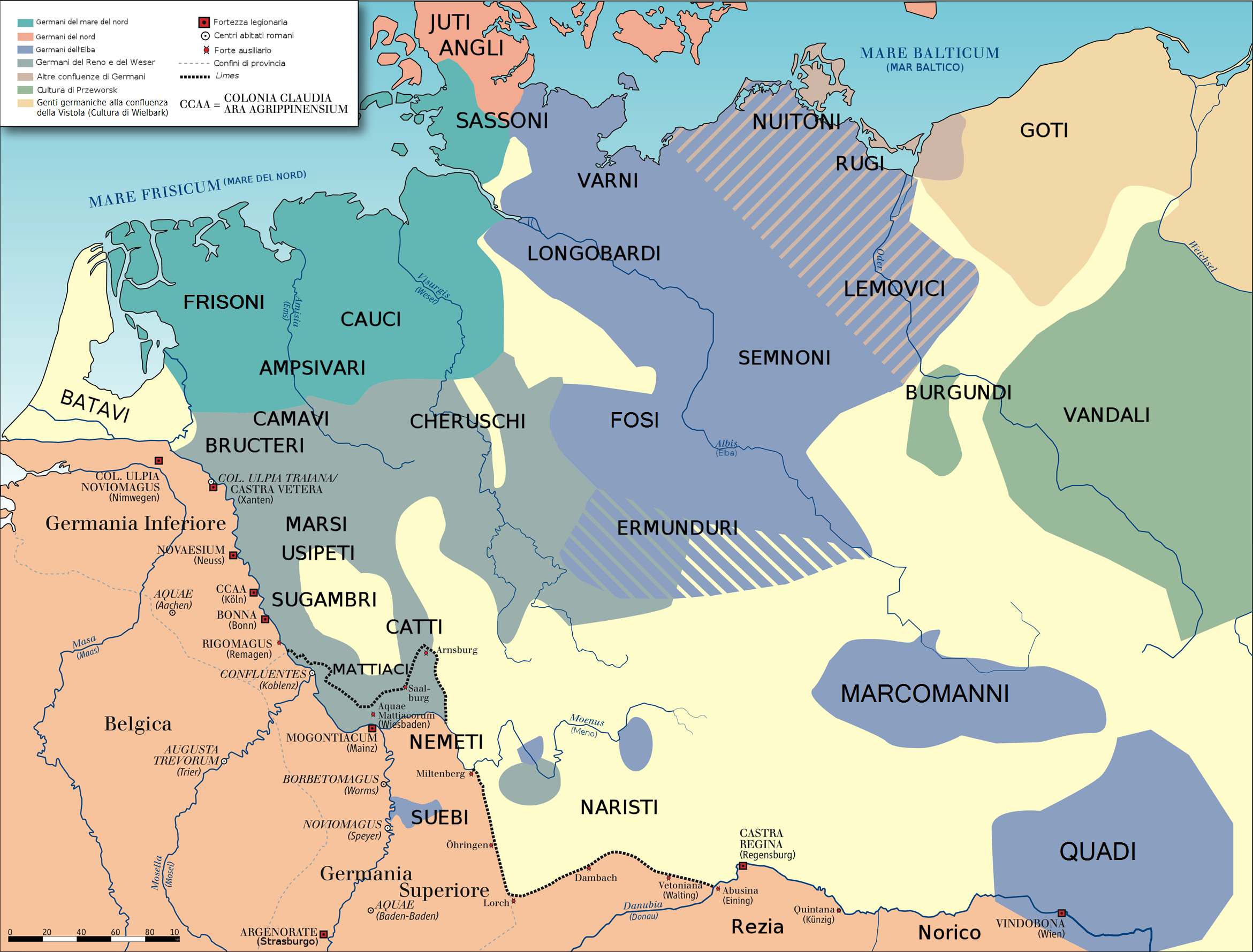
Il popolo dei Semnoni si trovava ad est del medio corso del fiume Elba attorno al 50, durante l'Impero di Claudio.

Poco prima dell'inizio della seconda fase della guerra suebo-sarmatica (del 92), sembra che Domiziano, abbia tentato di isolare le due tribù suebe di Quadi e Marcomanni, cercando nuove alleanze nelle vicine popolazioni germaniche settentrionali di Lugi e Semnoni.
(Dione Cassio, LXVII 5, 3)
Ciò però provocò un'immediata reazione tra i Quadi, i quali a loro volta cercarono alleanze con i vicini Sarmati Iazigi, tanto da prepararsi ad attraversare il Danubio ghiacciato al principio del 92.

### Durante le guerre marcomanniche
La guerra che scoppiò nella seconda parte del II secolo contro l'Impero romano da parte di una coalizione di natura militare, composta da una decina di popolazioni germaniche e sarmatiche (dai Marcomanni della Moravia, ai Quadi della Slovacchia, alle popolazioni vandaliche dell'area carpatica, agli Iazigi della piana del Tisza, fino ai Buri di stirpe suebica del Banato), era la naturale conseguenza di una serie di forti agitazioni interne e di continui movimenti migratori che avevano ormai modificato gli equilibri con il vicino Impero romano. Questi popoli alla ricerca di nuovi territori dove insediarsi, per il crescente aumento demografico della popolazione nell'antica Germania, erano, inoltre, attratti dalle ricchezze e dalla vita agiata del mondo romano.
Nel 166/167, avvenne il primo scontro lungo le frontiere della Pannonia ad opera di poche bande di predoni longobardi e osii, che, grazie al pronto intervento delle truppe di confine, furono prontamente respinte. La pace stipulata con le limitrofe popolazioni germaniche a nord del Danubio furono gestite direttamente dagli stessi imperatori, Marco Aurelio e Lucio Vero, ormai diffidenti nei confronti dei barbari aggressori e recatisi per questi motivi fino nella lontana Carnuntum (nel 168). La morte prematura del fratello, Lucio (nel 169 poco distante da Aquileia), ed il venir meno ai patti da parte dei barbari, portò una massa mai vista prima d'ora, a riversarsi in modo devastante nell'Italia settentrionale fin sotto le mura di Aquileia, il cuore della Venetia, e provocando un'enorme impressione: era dai tempi di Mario che una popolazione barbara non assediava dei centri del nord Italia.
Marco Aurelio combatté una lunga ed estenuante guerra contro le popolazioni barbariche, prima respingendole e "ripulendo" i territori della Gallia cisalpina, Norico e Rezia (170-171), poi contrattaccando con una massiccia offensiva in territorio germanico, che impiegò diversi anni di scontri, fino al 175. Questi accadimenti costrinsero lo stesso imperatore a risiedere per numerosi anni lungo il fronte pannonico, senza mai far ritorno a Roma. L'apparente tregua sottoscritta con queste popolazioni, in particolare Marcomanni, Quadi e Iazigi durò però solo un paio d'anni. Alla fine del 178 l'imperatore Marco Aurelio era costretto a fare ritorno nel castra di Brigetio da dove, fu condotta l'ultima campagna nella primavera successiva del 179. Si racconta infatti che:
(Cassio Dione Cocceiano, Storia romana, LXXII, 20.2.)
La successiva morte dell'imperatore romano nel 180 pose fine ai piani espansionistici romani ed alle preoccupazioni degli stessi Semnoni, che con l'occupazione della Marcomanni da parte di Marco si sarebbero trovati "vicini" ad un impero così potente, ed a rischio di essere anch'essi inglobati.

### La crisi del III secolo

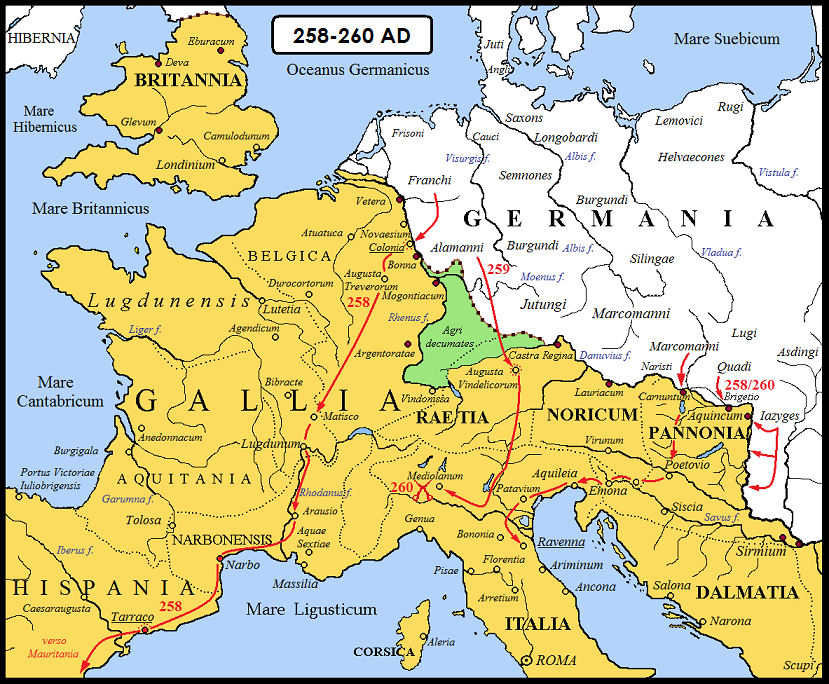
Invasioni in Occidente di Franchi, Alamanni (tra cui i Semnoni), Marcomanni, Quadi, Iazigi e Roxolani degli anni 258-260.

Con l'inizio del III secolo, alcune tribù dei Semnoni, andarono a costituirsi nel nucleo originario della federazione di tribù nota come Alemanni (o Alamanni), insieme alle tribù di Catti, Ermunduri, Naristi e Iutungi, in parte andandosi a stanziare fino alla valle del Neckar, dopo l'abbandono degli Agri decumates da parte dei Romani (260 circa).
Nel 260 i territori che formavano una rientranza tra Reno e Danubio, a sud del cosiddetto limes germano-retico (o Agri decumates) furono, infatti, abbandonati a vantaggio delle popolazioni sveve degli Alamanni, tra cui parte degli stessi Semnoni. A quest'anno sembra, infatti, appartengano i numerosi segni di distruzione lungo questo tratto di Limes a Kempten, Bregenz, Grenoble e Losanna e la riapertura della fortezza legionaria di Vindonissa e dei forti ausiliari di Augusta Raurica, Castrum Rauracense e la moderna Basilea. Non a caso l'iscrizione rinvenuta ad Augusta Vindelicorum ricorda una vittoria contro le genti germaniche di Semnoni e Iutungi, nell'anno in cui Postumo era già Augusto e console insieme ad un certo Honoratiano.

### Il V secolo
E se una parte di loro era confluita nella federazione degli Alemanni, altri costituirono parte di quelle popolazioni suebiche che nel V secolo, insieme a Vandali ed Alani, fece breccia nella frontiera romana a Magonza e da lì invase la Gallia (una parte dei Suebi, chiamati Suebi del nord, sono menzionati nel 569 sotto il re franco Siegbert I, nell'attuale Sassonia-Anhalt). E Suebi, coalleati a Sassoni e Longobardi, sono menzionati anche in Italia per l'anno 573.

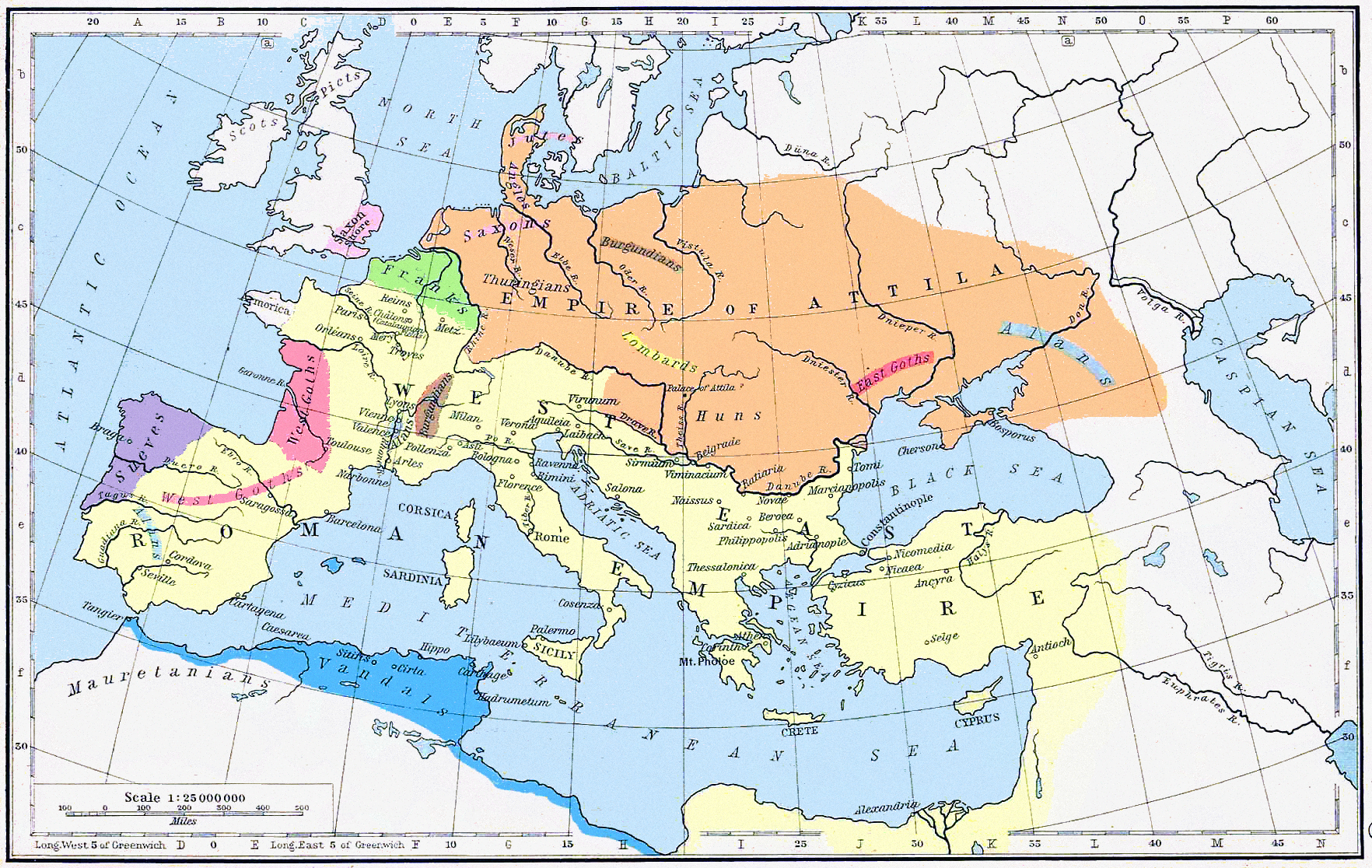
Cartina dell'Europa e dell'area mediterranea, dove sono messe in evidenza le popolazioni germaniche all'interno dell'impero romano attorno al 450.

Mentre i Vandali e gli Alani si scontravano con i Franchi alleati di Roma per il dominio sulla Gallia, i Suebi di re Ermerico si diressero a sud, attraversando i Pireneie il paese dei Baschi, penetrarono in Spagna, che era fuori dal controllo imperiale sin dal tempo della ribellione di Geronzio e Massimo nel 409, devastando per due anni le province occidentali e meridionali.
Dopo aver adottato un atteggiamento più pacifico, i conquistatori che erano un piccolo numero, non più di 30.000, ottennero da Roma lo status di foederati, in cambio del giuramento di fedeltà all'imperatore Onorio (410).
Nel 411, l'imperatore assegnò loro delle terre, tramite sorteggio; ai Suebi ed ai Vandali asdingi toccò la Gallaecia, regione nord-occidentale della penisola iberica, ai Vandali silingi la Betica ed agli Alani, la fazione più numerosa, la Lusitania e la Chartaginensis (con capitale Cartagena).
In contemporanea con la provincia autonoma della Britannia, il reame dei Suebi in Galizia fu il primo di quei sub-regni romani che si formarono dalla disintegrazione dell'Impero Romano d'Occidente e fu il primo ad avere una propria zecca.

## Società
(Tacito, De origine et situ Germanorum, XXXIX, 4.)

## Religione
Tacito racconta di un rito sacro dei Semnoni che avveniva:
(Tacito, De origine et situ Germanorum, XXXIX, 1-4.)